# برايان جيمس فوكس
برايان جيمس فوكس (بالإنجليزية: Brian James Fox)‏ هو موسيقي أمريكي، ولد في القرن العشرين.

## وصلات خارجية
- برايان جيمس فوكس على موقع ميوزك برينز (الإنجليزية)
- برايان جيمس فوكس على موقع ديسكوغز (الإنجليزية)